# Pīteh Now
Pīteh Now (persiska: پِت نُو, پت تو, پيته نو) är en ort i Iran.   Den ligger i provinsen Mazandaran, i den norra delen av landet, 250 km öster om huvudstaden Teheran. Pīteh Now ligger 1 589 meter över havet och antalet invånare är 445.
Terrängen runt Pīteh Now är lite bergig. Runt Pīteh Now är det ganska tätbefolkat, med 90 invånare per kvadratkilometer. Närmaste större samhälle är Now Kandeh, 17,7 km norr om Pīteh Now. Trakten runt Pīteh Now består i huvudsak av gräsmarker.